# Ridder Alcívar
Ridder Alcívar (Guayaquil, Ecuador; 13 de marzo de 1994) es un futbolista ecuatoriano que juega de defensa en el Universitario de Píllaro de la Segunda Categoría de Ecuador.

## Selección nacional

### Categorías inferiores
Ha sido internacional con la selección de Ecuador Sub-17 que compitió en el Campeonato Sudamericano de 2011 disputado en Ecuador, y el Mundial de México de ese mismo año, fue compañero de Cristian Ramírez, Junior Sornoza, Carlos Gruezo, Luis Cangá, Kevin Mercado, Joel Valencia, entre otros.

#### Participaciones en Sudamericanos
| Campeonato                  | Sede    | Resultado    | Partidos | Goles |
| --------------------------- | ------- | ------------ | -------- | ----- |
| Sudamericano Sub-17 de 2011 | Ecuador | Cuarto lugar | 7        | 0     |

#### Participaciones en Copas del Mundo
| Campeonato                  | Sede   | Resultado        | Partidos | Goles |
| --------------------------- | ------ | ---------------- | -------- | ----- |
| Copa Mundial Sub-17 de 2011 | México | Octavos de final | 4        | 0     |

## Clubes
| Club                 | País    | Año         |
| -------------------- | ------- | ----------- |
| Barcelona S. C.      | Ecuador | 2010        |
| Universidad Católica | Ecuador | 2011        |
| El Nacional          | Ecuador | 2012        |
| Universidad Católica | Ecuador | 2013 - 2015 |
| Deportivo Quito      | Ecuador | 2016 - 2017 |
| Rampla Juniors       | Uruguay | 2017        |
| Clan Juvenil         | Ecuador | 2018 - 2019 |
| Universitario        | Ecuador | 2020 - act. |

## Palmarés

### Campeonatos nacionales
| Título                         | Club                 | País    | Año  |
| ------------------------------ | -------------------- | ------- | ---- |
| Campeonato Ecuatoriano Serie B | Universidad Católica | Ecuador | 2012 |